# Mohamed Lakhdar-Hamina
Mohammed (Mohamed) Lakhdar-Hamina (ALA-LC: Muhamad Likhadr Hamina (en árabe: محمد الأخضر حمينة‎)‎; (M'Sila, Argelia, 26 de febrero de 1930-23 de mayo de 2025) fue un actor, director, productor de cine y guionista argelino.

## Biografía
Hizo sus estudios en Francia, cuando se unió en 1958 al Gobierno provisional de la República Argelina (GPRA) en Túnez durante la guerra de Argelia. Hizo una pasantía sobre las noticias de Túnez, antes de ser enviado a la Escuela de cine de Praga (FAMU) donde se especializa en dirigir. Tras la independencia, creó la OAA, que dirigió desde 1963 hasta 1974. En 1981, tomó el liderazgo de la ONCIC que dejó en 1984.
Después de haber obtenido el Premio de la Primera Obra, en 1967 por "Le Vent des Aurès (El viento de Aurès)", ganó la Palma de Oro en el Festival de Cannes de 1975 por su obra más famosa,  Crónica de los años de brasas .
Fue el director de otros cuatro largometrajes, "Hassen Terro", "Diciembre", "Viento de arena" y "La última imagen".
Durante su carrera, Mohamed Lakhdar-Hamina, produjo y coprodujo más de treinta filmes, como: 
- Z de Costa Gavras
- Le Bal de Ettore Scola.

## Filmografía

### Director[6]
- 1964 : Mais un jour de novembre (Mas un día de noviembre) (documental)
- 1966 : Le Vent des Aurès (El viento de Aurès) (Rih al awras)
- 1968 : Hassan Terro (Hasan Tiru)
- 1973 : Décembre (Diciembre)
- 1975 : Chronique des années de braise (Crónica de los años de fuego) (Waqai sanawat al-djamr)
- 1982 : Vent de sable (Viento de arena)
- 1986 : La Dernière Image (La última imagen) (Al-sûr al-akhira)
- 1992 : Automne, octobre à Alger (Otoño, octubre en Argel)
- 2014 : Crépuscule des ombres (Sombras crepusculares)

### Actor
- 1975 : Chronique des années de braise (Crónica de los años de brasas) (Waqai sanawat al-djamr) [Bachir]
- 1986 : La dernière image [Oncle Amar]
- 2019 : J'accuse de Roman Polanski

### Guionista
- 1975 : Chronique des années de braise (Crónica de los años de brasas) (Waqai sanawat al-djamr)
- 1966 : Le Vent des aurès (Rih al awras)

## Premios y reconocimientos
Festival Internacional de Cine de Cannes
| Año  | Categoría                       | Película                       | Resultado |
| ---- | ------------------------------- | ------------------------------ | --------- |
| 1967 | Peremio al mejor primer trabajo | Le Vent des Aurès              | Ganador   |
| 1975 | Palma de Oro                    | Chronique des années de braise | Ganador   |
| 1982 | Palma de Oro                    | Vent de sable                  | Nominado  |
| 1986 | Palma de Oro                    | La Dernière Image              | Nominado  |